# چارلز نایت پیرسون
چارلز نایت پیرسون (انگلیسی: Charles Pearson؛ ژوئیه ۱۸۳۴ – ۲ اکتبر ۱۹۰۹) فرد نظامی اهل پادشاهی متحد بریتانیای کبیر و ایرلند بود. وی همچنین برندهٔ جوایزی همچون نشان حمام شده‌است.